# أكسل بيترسن (سياسي)
أكسل بيترسن هو سياسي نرويجي، ولد في 1 يوليو 1864، وتوفي في 29 يوليو 1928.